# Ferdinand von Miller
Ferdinand von Miller desde 1851 von Miller (18 de octubre de 1813 en Fürstenfeldbruck - 11 de febrero de 1887 en Múnich) fue un escultor bávaro, autor de Bavaria ubicada en el Theresienwiese, donde anualmente se realiza el Oktoberfest. Desde 1869 fue miembro del Parlamento Regional Bávaro y desde 1874 del Reichstag. 